# Iazovir Malko Șarkovo
Iazovir Malko Șarkovo este o arie protejată (arie de protecție specială avifaunistică — SPA) din Bulgaria întinsă pe o suprafață de 1.327,76 ha, integral pe uscat.

## Localizare
Centrul sitului Iazovir Malko Șarkovo este situat la coordonatele 42°06′33″N 26°52′24″E / 42.109167°N 26.873333°E.

## Înființare
Situl Iazovir Malko Șarkovo a fost declarat arie de protecție specială avifaunistică în martie 2007 pentru a proteja 33 de specii de animale.

## Biodiversitate
Situată în ecoregiunea continentală, aria protejată nu include niciun habitat protejat.
La baza desemnării sitului se află mai multe specii protejate de  păsări (33): uliu păsărar (Accipiter nisus), rață lingurar (Anas clypeata), rață pitică (Anas crecca), rață fluierătoare (Anas penelope), rață mare (Anas platyrhynchos), rață pestriță (Anas strepera), gârliță mare (Anser albifrons), gâscă cenușie (Anser anser), acvilă de câmp (Aquila heliaca), stârc cenușiu (Ardea cinerea), rață-cu-cap-castaniu (Aythya ferina), gâsca cu piept roșu (Branta ruficollis), șorecarul comun (Buteo buteo), șorecar mare (Buteo rufinus), erete vânăt (Circus cyaneus), lebădă de iarnă (Cygnus cygnus), lebădă de vară (Cygnus olor), egretă albă (Egretta alba), șoim de iarnă (Falco columbarius), lișiță (Fulica atra), cufundar polar (Gavia arctica), codalb (Haliaeetus albicilla), pescăruș argintiu (Larus cachinnans), pescăruș sur (Larus canus), pescăruș râzător (Larus ridibundus), ferestrașul mare (Mergus merganser), stârc de noapte (Nycticorax nycticorax), cormoran mare (Phalacrocorax carbo), corcodel mare (Podiceps cristatus), corcodel mic (Tachybaptus ruficollis), călifar alb (Tadorna tadorna), fluierarul de zăvoi (Tringa ochropus), nagâț (Vanellus vanellus)